# Podgórski cmentarz żydowski stary w Krakowie
Podgórski cmentarz żydowski stary – cmentarz żydowski znajdujący się w Krakowie w dzielnicy Podgórze przy ulicy Jerozolimskiej 25. Cmentarz zajmuje powierzchnię kilku hektarów i obecnie znajduje się na nim tylko jeden nagrobek.

## Historia
Cmentarz został założony w 1887 roku na południowym stoku Łysej Góry przez podgórską gminę żydowską. Od 1932 roku cmentarz graniczył z inną żydowską nekropolią, na której chowano Żydów z gminy krakowskiej.
Podczas II wojny światowej cmentarz ulegał stopniowej dewastacji. W 1942 roku na terenie nekropoli Niemcy założyli obóz koncentracyjny KL Plaszow. Praktycznie wszystkie macewy i nagrobki użyto do utwardzenia dróg i na podmurówki baraków.
Po zakończeniu wojny cmentarz stał opuszczony i stopniowo niszczał. Do dziś zachowało się kilkanaście podstaw nagrobków i jeden nagrobek należący do Chaima Jakóba Abrahamera, zmarłego w 1932 roku.
W 2003 roku ścięto część drzew, wykoszono trawę i spod warstwy ziemi wydobyto podstawy nagrobków. Na przełomie czerwca i lipca 2005 roku cmentarz został ponownie uporządkowany przez polską i izraelską młodzież działającą w ramach projektu Antyschematy. W 2022 przeprowadzona została społeczna akcja oznakowania naturalnymi barwnikami granic cmentarza.
Na cmentarzu znajduje się kwatera żołnierzy poległych w I wojnie światowej, której lokalizację trudno teraz ustalić.

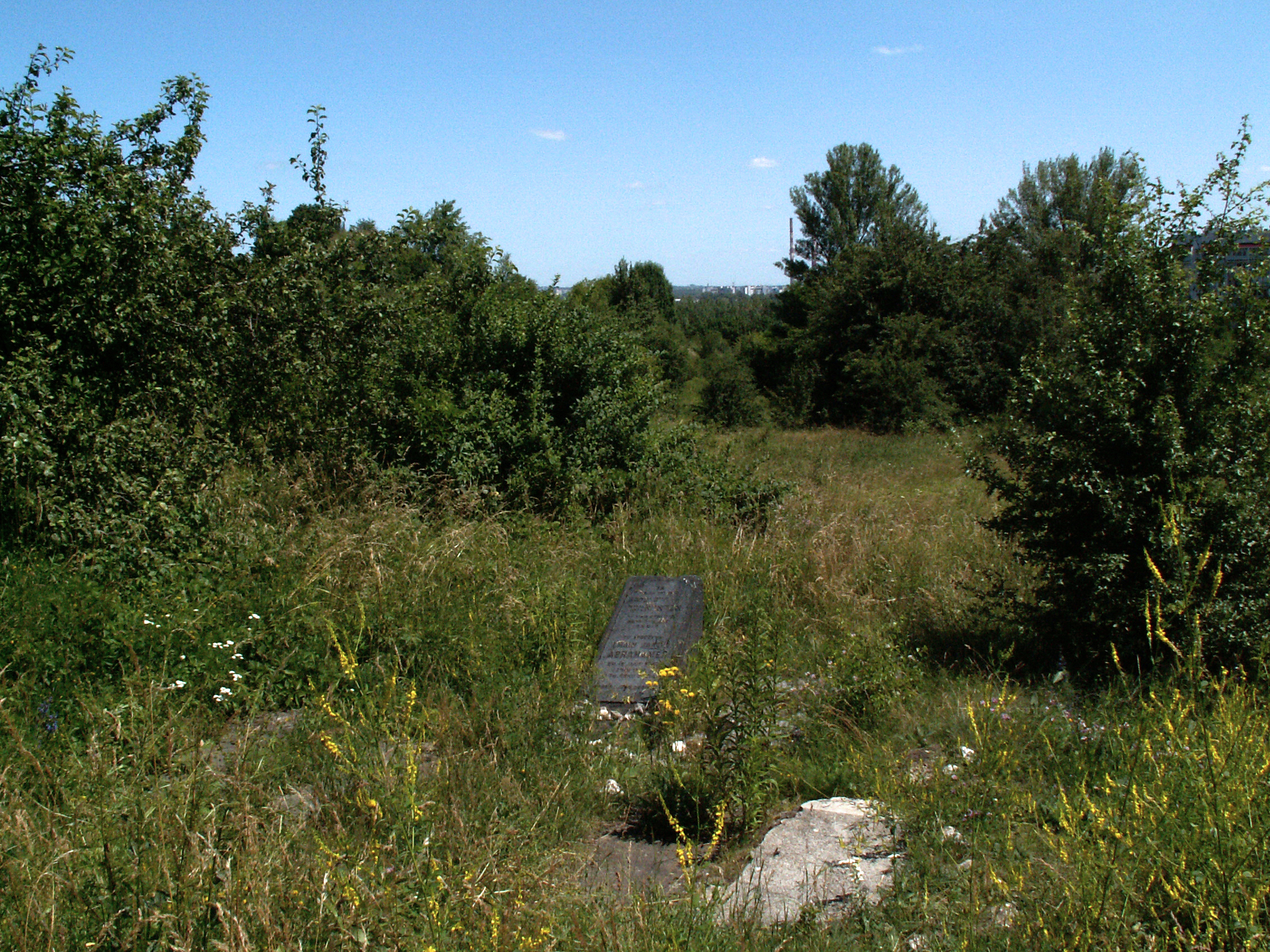
Stan obecny cmentarza

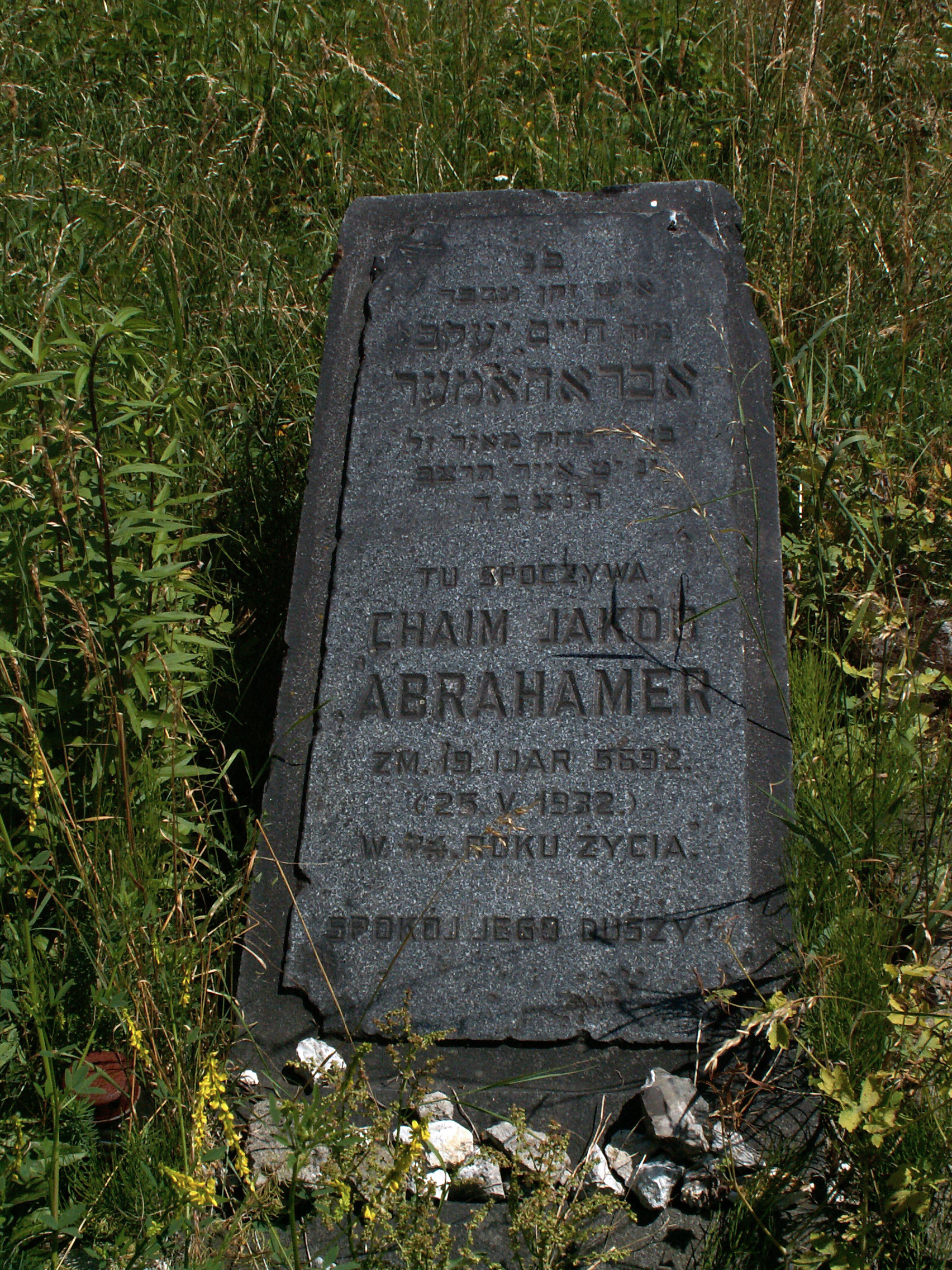
Jedyna zachowana macewa